# Gryllotalpella
Gryllotalpella är ett släkte av insekter. Gryllotalpella ingår i familjen mullvadssyrsor.
Kladogram enligt Catalogue of Life:
| Gryllotalpella | \| \| Gryllotalpella macilenta \| \| \| \| \| \| Gryllotalpella minor \| \| \| \| |
|                | \| \| Gryllotalpella macilenta \| \| \| \| \| \| Gryllotalpella minor \| \| \| \| |
|                | Gryllotalpa                                                                       |
|                |                                                                                   |
|                | Indioscaptor                                                                      |
|                |                                                                                   |
|                | Neocurtilla                                                                       |
|                |                                                                                   |
|                | Scapteriscus                                                                      |
|                |                                                                                   |
|                | Triamescaptor                                                                     |
|                |                                                                                   |
|                | Gryllotalpella macilenta                                                          |
|                |                                                                                   |
|                | Gryllotalpella minor                                                              |
|                |                                                                                   |

|  | Gryllotalpella macilenta |
|  |                          |
|  | Gryllotalpella minor     |
|  |                          |